# 环济
环济，晋代時期文學家、史學家。晉元帝大兴年間擔任太学博士。撰有《吳紀》九卷（一作十卷），《丧服要略》一卷，《帝王要略》十二卷。 